# Korsakov
Korsakov (em russo:  Корса́ков; em japonês:  コルサコフ (大泊町) é uma cidade e o centro administrativo do Distrito de Korsakov, no Oblast de Sacalina, Rússia, localizado a 42 kilometers (26 mi) ao sul de Iujno-Sakhalinsk/Toyohara, no extremo sul da Ilha de Sakhalin. A população era de 33,526 no censo de 2010, 36,652 no censo de 2002 e 45,096 no senso de 1990.
Durante o período de administração japonesa, a cidade estava localizada no distrito de Ōtomari, na subprefeitura de Toyohara (豐原支廳), na prefeitura de Karafuto.

## História
O lugar onde hoje em dia é a cidade foi anteriormente o lar de uma aldeia de pescadores Ainu chamada Kushunkotan (em fontes russas, Tamari-Aniva), que era freqüentada por comerciantes do Clã Matsumae do Japão tão cedo quanto 1790. Em 22 de setembro de 1853, uma expedição russa comandada por Gennady Nevelskoy levantou a bandeira russa no assentamento e o rebatizou de "Forte Muravykovsky", em homenagem ao governador-geral da Sibéria Oriental, Nikolay Muravyov. Nevelskoy deixou registros detalhados de  sua expedição, dizendo que encontrou uma população predominantemente Ainu (pelo menos 600 pessoas; outra fonte menciona apenas 300 habitantes), bem como os Japoneses. Os russos abandonaram o assentamento em 30 de maio de 1854, retornando em agosto de 1869, mudando o nome para "Forte Korsakovsky" em honra do então Governador-Geral da Sibéria Oriental, Mikhail Korsakov. Em 1875, toda a Sacalina, incluindo a aldeia, foi cedida para a Rússia sob o Tratado de São Petersburgo.
O Forte Korsakovsky se tornou uma parte importante do sistema penal russo e o destino final de centenas de prisioneiros da Rússia europeia, condenados a trabalhos forçados por crimes particularmente graves.
Durante a Guerra Russo-Japonesa de 1904-1905, um confronto naval, a Batalha de Korsakov/Ōtomari, foi travado na cidade em agosto de 1904. Em 1905, o Japão conquistou a ilha nos estágios finais da guerra, e o sul da ilha, incluindo Korsakovski, foi entregue ao Japão em 1905 pelo Tratado de Portsmouth após a derrota da Rússia na guerra. 
Os russos queimaram a cidade de madeira antes de se renderem. Sobre as cinzas do Forte Korsakovsky, os japoneses construíram uma cidade moderna, revestida de pedra, com ruas pavimentadas e eletricidade, renomeada Ōtomari (大泊), uma tradução das palavras ainu "Poro-an-tomari" (grande porto). A cidade serviu temporariamente como capital da Prefeitura de Karafuto entre 1905 e 1907. Enquanto esteve sob controle japonês, a cidade cresceu substancialmente. Ōtomari, uma colônia penal sob administração russa, manteve a prática de trabalho forçado: os japoneses trouxeram milhares de coreanos étnicos para Ōtomari como trabalhadores. A população coreana atual descende principalmente desses recrutas.
Sob o domínio japonês, a cidade estava localizada no distrito de Otomari, na subprefeitura de Toyohara (豐原支廳), na prefeitura de Karafuto, a prefeitura japonesa mais ao norte.

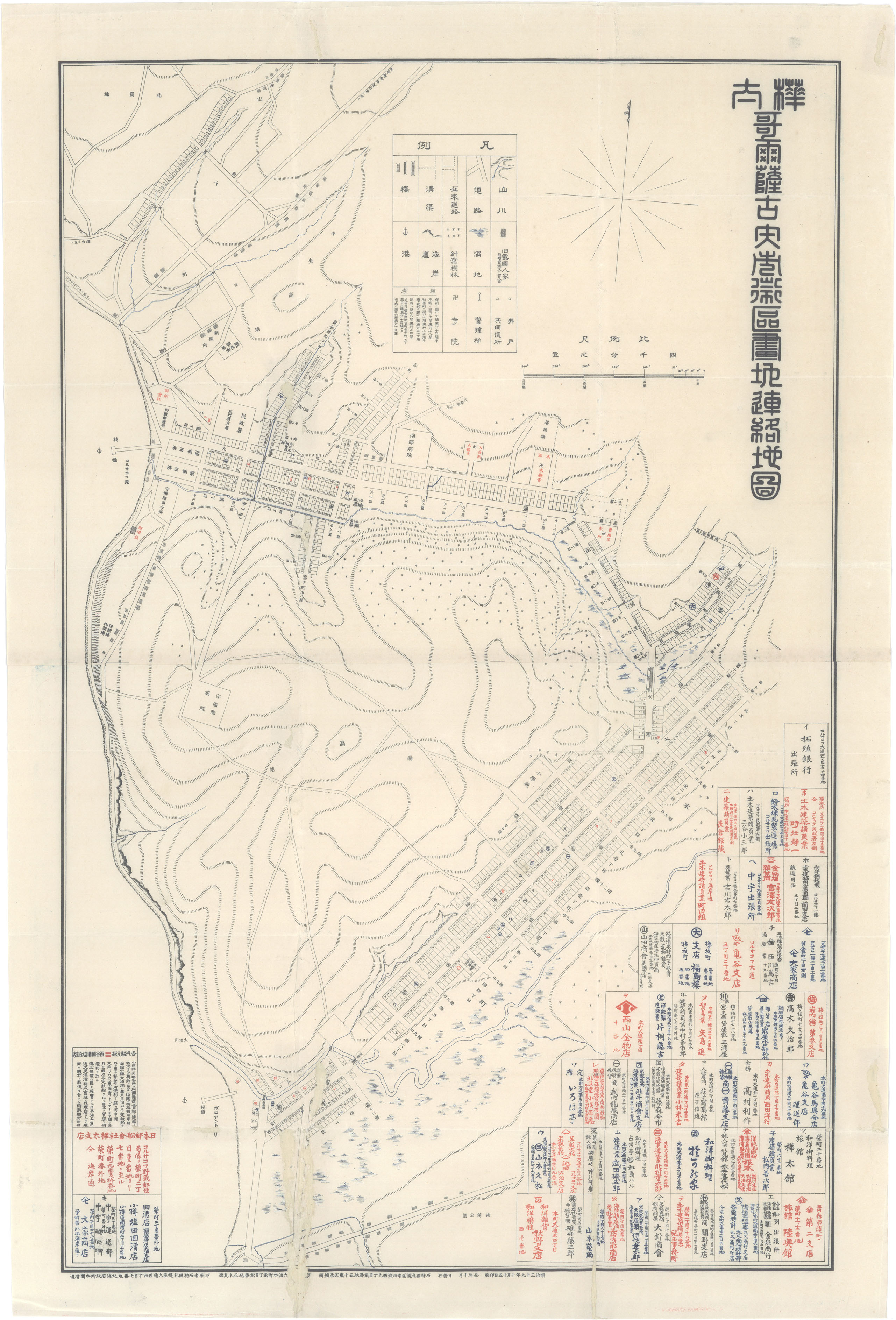
Plantas da cidade de Ōtomari de 1906
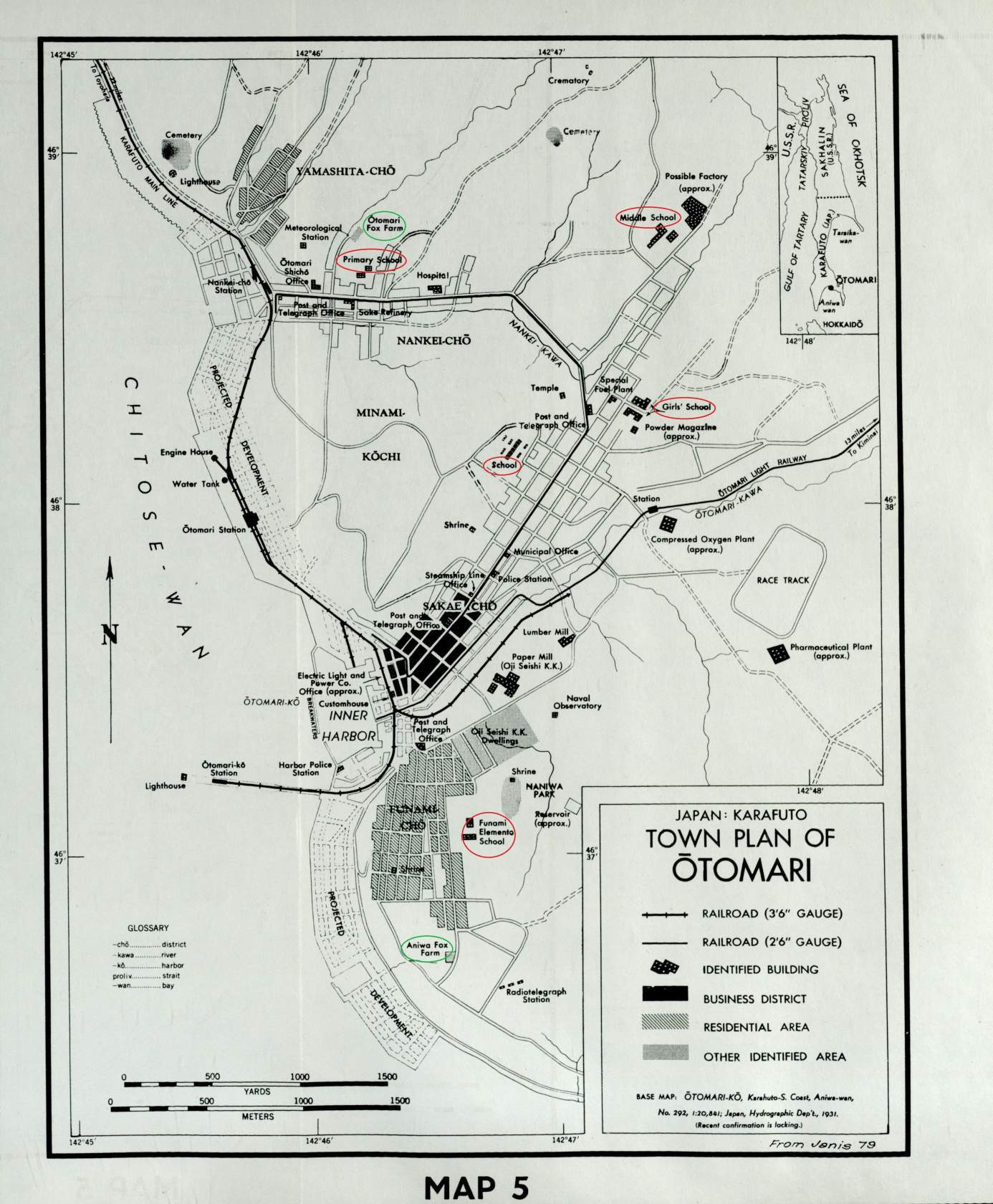
Plantas da cidade de Ōtomari de 1931
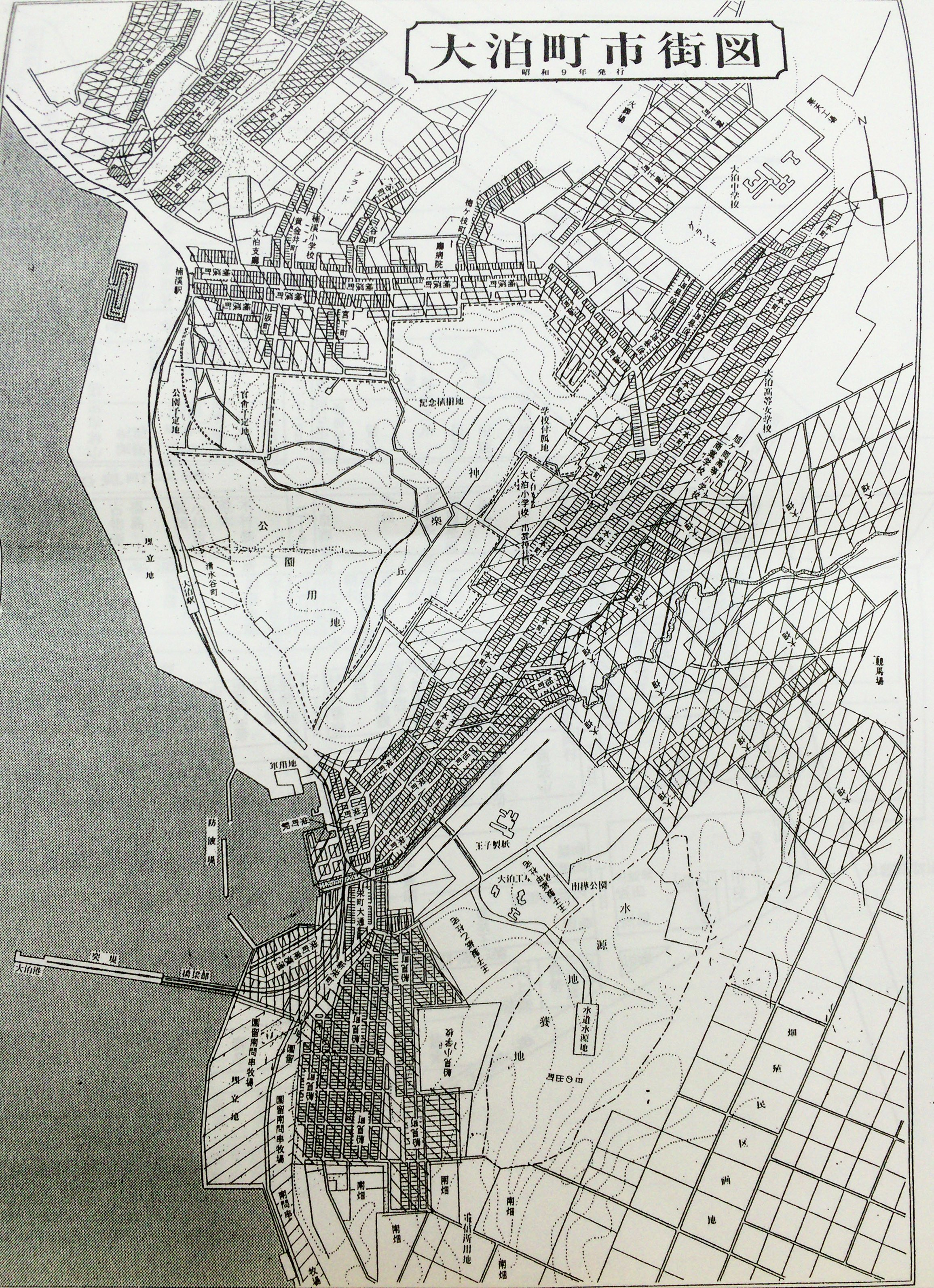
Plantas da cidade de Ōtomari de 1934

Em 14 de março de 1907, Odomari tornou-se sede do governo e, no mesmo ano, uma linha ferroviária foi inaugurada, estendendo-se aos assentamentos vizinhos. No verão de 1907, a construção de um grande píer também teve início.
A primeira fábrica de papel de Toyohara foi inaugurada em Odomari em 1914. Entre 1920 e 1928, foi construído no porto um atracadouro para navios com uma ponte de concreto armado de 257 metros de comprimento.
Em 1º de maio de 1923, foi inaugurado o serviço de balsa entre Odomari e Wakkanai.
Em 25 de agosto de 1945, 1.600 soldados soviéticos desembarcaram em Otomari e ocuparam a cidade, que desde então se tornou território russo. Eles a renomearam para Korsakov. A antiga Otomari foi substancialmente queimada pelo influxo de tropas soviéticas.
Sítios e monumentos japoneses foram destruídos, incluindo um santuário xintoísta e um monumento ao príncipe Hirohito Hirohito, que havia visitado Otomari em uma viagem de inspeção.

## Estado municipal e administrativo
Dentro as subdivisões administrativas da Rússia, Korsakov serve como centro administrativo do Distrito de Korsakovsky, e é subordinada a este. Como uma divisão municipal, a cidade de Korsakov e dezessete localidades rurais do Distrito de Korsakovsky são incorporados como "Okrug Urbano de Korsakovsky".
Durante o período de administração japonesa, a cidade estava localizada no distrito de Ōtomari, na subprefeitura de Toyohara (豐原支廳), na prefeitura de Karafuto.

## Demografia
Curiosamente, no início dos assentamentos na região  (por volta de 1890), havia dez vezes mais homens em Korsakovsky do que mulheres. Em 1897, por exemplo, havia 1510 homens e 192 mulheres na cidade. Este desequilíbrio é explicado pelo fato de que a maioria dos habitantes de Korsakov eram prisioneiros ou guardas de prisão, categorias predominantemente dominadas por homens.
A população da cidade atingiu o seu ponto mais alto (45 mil habitantes) no final da década de 1980,  quando viveu um declínio significativo com seus habitantes fugindo da recessão econômica, mudando-se para a vizinha Iujno-Sakhalinsk ou para a Rússia Continental. A população continua em declínio, embora não tão acentuado como na década de 1990.

## Galeria

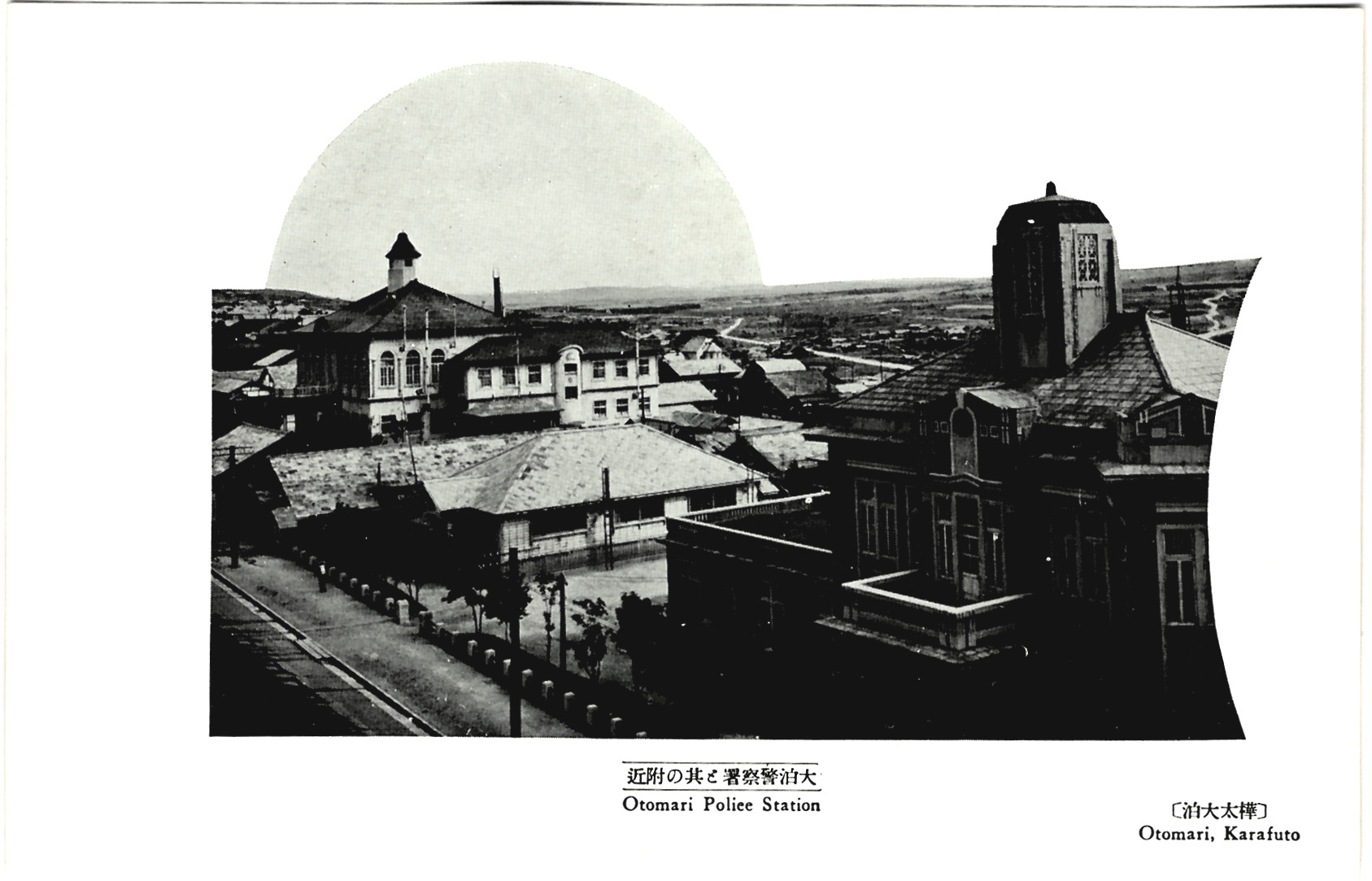
Prefeitura e Gendarmaria em Ōtomari, Karafuto durante o período entre guerras
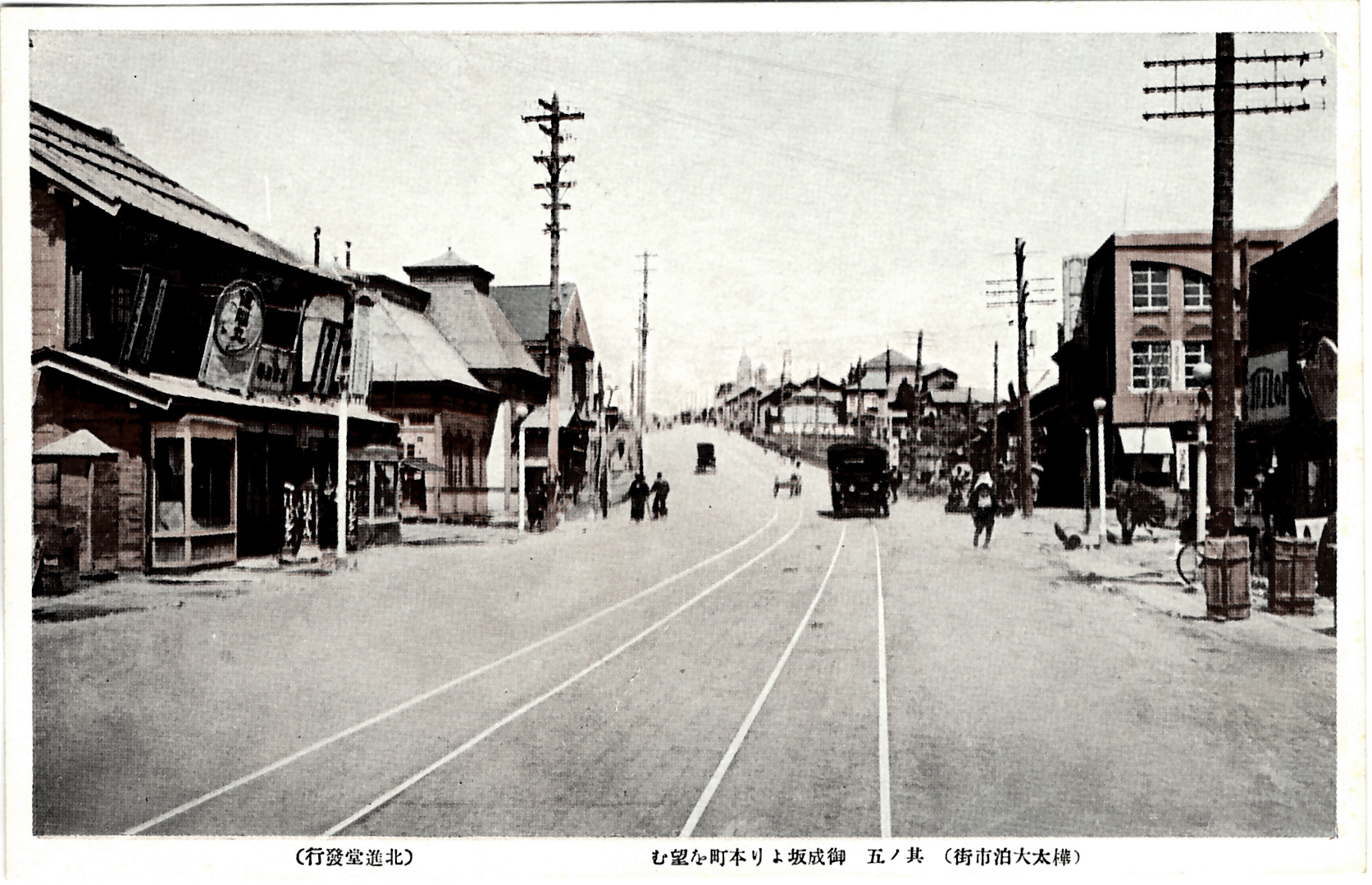
Correios em Ōtomari, Karafuto durante o período entre guerras
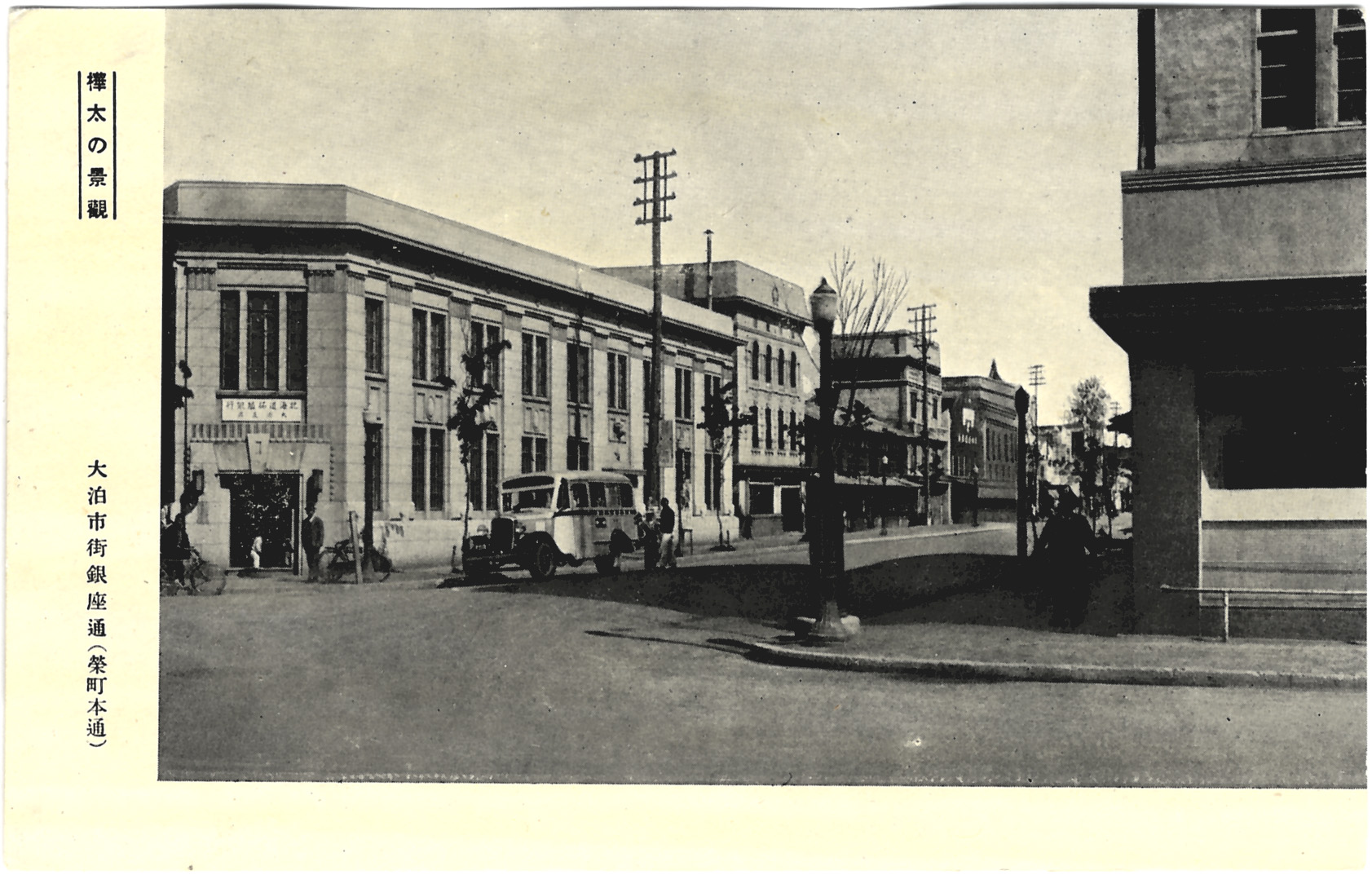
Área comercial de Sakae-machi em Ōtomari, Karafuto durante o período entre guerras
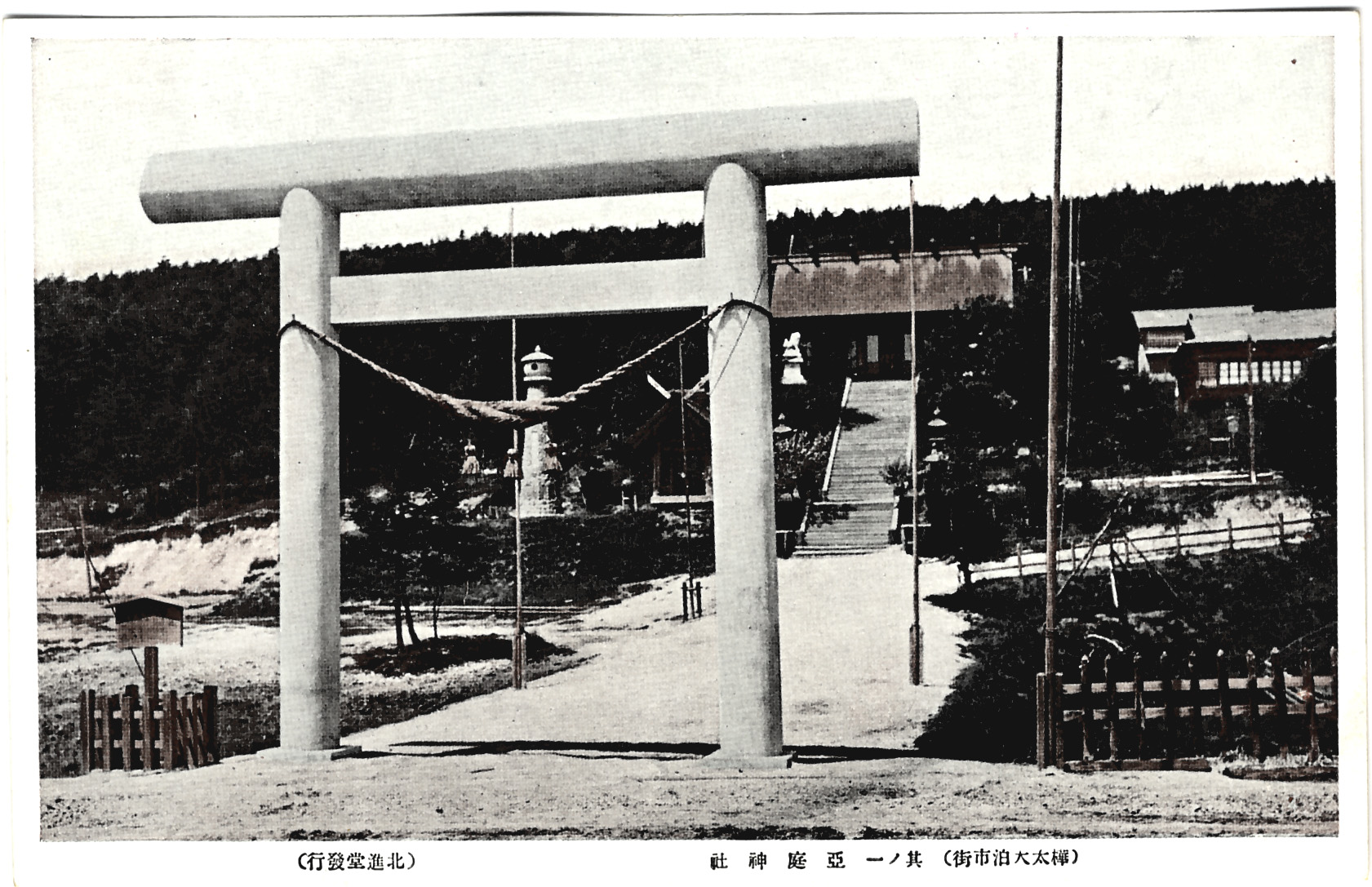
Santuário xintoísta Aniva-jinja em Ōtomari, Karafuto durante o período entre guerras
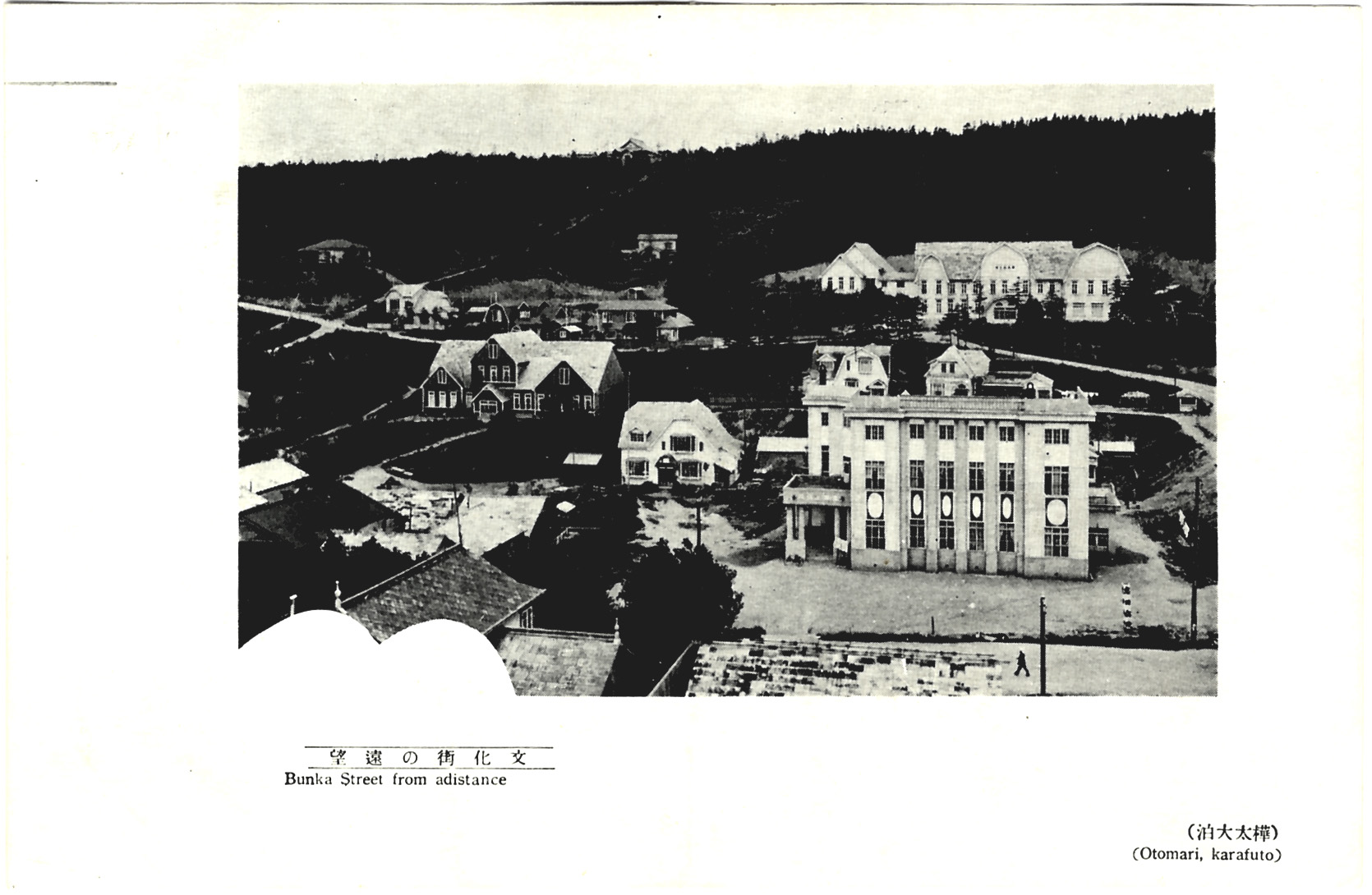
Vista da Rua Bunka em Ōtomari, Karafuto durante o período entre guerras